# Чехия на летних Олимпийских играх 2004
Чехия принимала участие в Летних Олимпийских играх 2004 года в Афинах (Греция) в третий раз за свою историю, и завоевала одну золотую, три серебряные и пять бронзовых медалей. Сборную страны представляли 80 мужчин и 62 женщины.

## 01!Золото
- Лёгкая атлетика, мужчины, десятиборье — Роман Шебрле.

## 02!Серебро
- Стрельба, женщины — Ленка Гыкова.
- Парусный спорт, женщины — Ленка Шмидова.
- Гребля, мужчины — Давид Копршива, Якуб Ганак, Томаш Карас, Давид Йирка.

## 03!Бронза
- Лёгкая атлетика, мужчины, прыжки в высоту — Ярослав Баба.
- Каноэ, мужчины — Ондрей Штепанек и Ярослав Вольф.
- Стрельба, женщины — Катержина Эммонс.
- Современное пятиборье, мужчины — Либор Цапалини.
- Лёгкая атлетика, женщины, метание диска — Вера Поспишилова[1].

## Результаты соревнований

### Академическая гребля
В следующий раунд из каждого заезда проходили несколько лучших экипажей (в зависимости от дисциплины). В финал A выходили 6 сильнейших экипажей, остальные разыгрывали места в утешительных финалах B-E.
Мужчины
| Соревнование  | Спортсмены                  | Предварительный заезд | Предварительный заезд | Предварительный заезд | Отборочный заезд | Отборочный заезд | Отборочный заезд | Полуфинал             | Полуфинал             | Полуфинал             | Финал                 | Финал                 | Итоговое место |
| Соревнование  | Спортсмены                  | Заезд                 | Время                 | Место                 | Заезд            | Время            | Место            | Заезд                 | Время                 | Место                 | Время                 | Место                 | Итоговое место |
| ------------- | --------------------------- | --------------------- | --------------------- | --------------------- | ---------------- | ---------------- | ---------------- | --------------------- | --------------------- | --------------------- | --------------------- | --------------------- | -------------- |
| одиночки      | Вацлав Халупа               | 2                     | 7:13,84               | 1 Q                   | не участвовал    | не участвовал    | не участвовал    | Полуфинал A/B/C       | Полуфинал A/B/C       | Полуфинал A/B/C       | Финал A               | Финал A               | 5              |
| одиночки      | Вацлав Халупа               | 2                     | 7:13,84               | 1 Q                   | не участвовал    | не участвовал    | не участвовал    | 1                     | 6:59,39               | 1 Q                   | 6:59,13               | 5                     | 5              |
| двойки        | Адам Михалек Петр Имре      | 2                     | 7:26,19               | 4                     | 1                | 6:33,24          | 4                | завершили выступление | завершили выступление | завершили выступление | завершили выступление | завершили выступление | 13             |
| двойки парные | Милан Долечек Ондржей Сынек | 1                     | 6:50,67               | 2 Q                   | не участвовали   | не участвовали   | не участвовали   | 2                     | 6:13,65               | 3 QA                  | Финал A               | Финал A               | 5              |
| двойки парные | Милан Долечек Ондржей Сынек | 1                     | 6:50,67               | 2 Q                   | не участвовали   | не участвовали   | не участвовали   | 2                     | 6:13,65               | 3 QA                  | 6:35,81               | 5                     | 5              |

### Лёгкая атлетика
Спортсменов — 36
Мужчины
| Спортсмен        | Дисциплина      | Предварительный раунд | Предварительный раунд | Четвертьфиналы | Четвертьфиналы | Полуфиналы | Полуфиналы | Финал     | Финал     |
| Спортсмен        | Дисциплина      | Результат             | Место                 | Результат      | Место          | Результат  | Место      | Результат | Место     |
| ---------------- | --------------- | --------------------- | --------------------- | -------------- | -------------- | ---------- | ---------- | --------- | --------- |
| Иржи Войтик      | 200 м           | 20,79                 | 31                    | Не прошёл      | Не прошёл      | Не прошёл  | Не прошёл  | Не прошёл | Не прошёл |
| Михаль Шнебергер | 800 м           | 1:47,89               | 49                    | Не прошёл      | Не прошёл      | Не прошёл  | Не прошёл  | Не прошёл | Не прошёл |
| Михаль Шнебергер | 1500 м          | 3:39,68               | 14                    | 3:47,03        | 23             | Не прошёл  | Не прошёл  | Не прошёл | Не прошёл |
| Иржи Мужик       | 400 м с/б       | 48,85                 | 12                    | 48,88          | 14             | Не прошёл  | Не прошёл  | Не прошёл | Не прошёл |
| Штепан Тесаржик  | 400 м с/б       | 49,44                 | 23                    | 49,87          | 23             | Не прошёл  | Не прошёл  | Не прошёл | Не прошёл |
| Роберт Штефко    | марафон         |                       |                       |                |                |            |            | 2:27,12   | 63        |
| Иржи Малиса      | ходьба на 20 км |                       |                       |                |                |            |            | DSQ       |           |
| Милош Холуша     | ходьба на 50 км |                       |                       |                |                |            |            | 4:15,01   | 38        |
| Ярослав Баба     | прыжки в высоту | 2,28                  | 9                     |                |                |            |            | 2,34      | 3         |
| Сватослав Тон    | прыжки в высоту | 2,28                  | 4                     |                |                |            |            | 2,29      | 8         |
| Томаш Янку       | прыжки в высоту | 2,20                  | 30                    | Не прошёл      | Не прошёл      | Не прошёл  | Не прошёл  | Не прошёл | Не прошёл |
| Адам Птачек      | прыжки с шестом | 5,50                  | 22                    | Не прошёл      | Не прошёл      | Не прошёл  | Не прошёл  | Не прошёл | Не прошёл |
| Штепан Яначек    | прыжки с шестом | 5,30                  | 28                    | Не прошёл      | Не прошёл      | Не прошёл  | Не прошёл  | Не прошёл | Не прошёл |
| Антонин Жальский | толкание ядра   | 19,09                 | 27                    | Не прошёл      | Не прошёл      | Не прошёл  | Не прошёл  | Не прошёл | Не прошёл |
| Петр Стеглик     | толкание ядра   | 20,06                 | 10                    |                |                |            |            | 19,21     | 11        |
| Либор Малина     | метание диска   | 62,12                 | 11                    |                |                |            |            | 58,78     | 10        |
| Мирослав Гуздек  | метание копья   | 76,45                 | 23                    | Не прошёл      | Не прошёл      | Не прошёл  | Не прошёл  | Не прошёл | Не прошёл |
| Ян Железны       | метание копья   | 81,18                 | 9                     |                |                |            |            | 80,59     | 9         |
| Владимир Машка   | метание молота  | 71,76                 | 30                    | Не прошёл      | Не прошёл      | Не прошёл  | Не прошёл  | Не прошёл | Не прошёл |
| Томаш Дворжак    | десятиборье     |                       |                       |                |                |            |            | DNF       |           |
| Роман Шебрле     | десятиборье     |                       |                       |                |                |            |            | 8893 OR   | 1         |

Женщины
| Спортсменка        | Дисциплина      | Предварительный раунд | Предварительный раунд | Четвертьфиналы | Четвертьфиналы | Полуфиналы | Полуфиналы | Финал     | Финал     |
| Спортсменка        | Дисциплина      | Результат             | Место                 | Результат      | Место          | Результат  | Место      | Результат | Место     |
| ------------------ | --------------- | --------------------- | --------------------- | -------------- | -------------- | ---------- | ---------- | --------- | --------- |
| Луция Мартинцова   | 100 м с/б       | 13,52                 | 30                    | Не прошла      | Не прошла      | Не прошла  | Не прошла  | Не прошла | Не прошла |
| Анна Пихртова      | марафон         |                       |                       |                |                |            |            | 2:40,58   | 28        |
| Барбора Дибелькова | ходьба на 20 км |                       |                       |                |                |            |            | 1:33,37   | 24        |
| Дениса Шцербова    | прыжки в длину  | 6,39                  | 25                    | Не прошла      | Не прошла      | Не прошла  | Не прошла  | Не прошла | Не прошла |
| Шарка Кашпаркова   | тройной прыжок  | 13,79                 | 26                    | Не прошла      | Не прошла      | Не прошла  | Не прошла  | Не прошла | Не прошла |
| Зузана Главонова   | прыжки в высоту | 1,85                  | 26                    | Не прошла      | Не прошла      | Не прошла  | Не прошла  | Не прошла | Не прошла |
| Ива Стракова       | прыжки в высоту | 1,89                  | 16                    | Не прошла      | Не прошла      | Не прошла  | Не прошла  | Не прошла | Не прошла |
| Катержина Бадюрова | прыжки с шестом | 4,40                  | 4                     |                |                |            |            | 4,20      | 12        |
| Павла Гамачкова    | прыжки с шестом | 4,45                  | 2                     |                |                |            |            | 4,40      | 11        |
| Вера Поспишилова   | метание диска   | 64,48                 | 1                     |                |                |            |            | 66,08     | 3         |
| Владимира Рацкова  | метание диска   | 55,82                 | 34                    | Не прошла      | Не прошла      | Не прошла  | Не прошла  | Не прошла | Не прошла |
| Никола Брейхова    | метание копья   | 64,39                 | 2                     |                |                |            |            | 64,23     | 4         |
| Ярмила Климешова   | метание копья   | 57,70                 | 25                    | Не прошла      | Не прошла      | Не прошла  | Не прошла  | Не прошла | Не прошла |
| Барбора Шпотакова  | метание копья   | 58,20                 | 23                    | Не прошла      | Не прошла      | Не прошла  | Не прошла  | Не прошла | Не прошла |
| Луция Врбенская    | метание молота  | 60,29                 | 42                    | Не прошла      | Не прошла      | Не прошла  | Не прошла  | Не прошла | Не прошла |
| Михаэла Гейнова    | семиборье       |                       |                       |                |                |            |            | 5716      | 26        |

### Плавание
Спортсменов — 4
В следующий раунд на каждой дистанции проходили лучшие спортсмены по времени, независимо от места занятого в своём заплыве.
Женщины
| Спортсменка                                                | Соревнование          | Предварительные заплывы | Предварительные заплывы | Полуфиналы | Полуфиналы | Финал     | Финал     |
| Спортсменка                                                | Соревнование          | Результат               | Место                   | Результат  | Место      | Результат | Место     |
| ---------------------------------------------------------- | --------------------- | ----------------------- | ----------------------- | ---------- | ---------- | --------- | --------- |
| Яна Мышкова Петра Клосова Илона Главачкова Сандра Казикова | 4×100 м вольный стиль | 3:46,83                 | 13                      |            |            | Не прошли | Не прошли |